# Sigalitruncana
Sigalitruncana es un género de foraminífero planctónico de la subfamilia Globotruncaninae, de la familia Globotruncanidae, de la superfamilia Globotruncanoidea, del suborden Globigerinina y del orden Globigerinida. Su especie tipo es Sigalitruncana sigali. Su rango cronoestratigráfico abarca desde el Turoniense hasta el Campaniense (Cretácico superior).

## Descripción
Sigalitruncana incluía especies con conchas trocoespiraladas, espiroconvexas comprimidas, con el lado umbilical aplanado, a biconvexas comprimidas; sus cámaras eran inicialmente subglobulares y finalmente romboidales, y petaloideas, seleniformes o trapezoidales en el lado espiral; sus suturas intercamerales eran rectas o curvadas, elevadas y nodulosas (carenas circumcamerales); su contorno era lobulado, y redondeando o subpoligonal; su periferia era angulosa, monocarenada, con carena nodulosa formada por la fusión de las carenas circumcamerales del lado umbilical y el espiral, y que podía finalmente convertirse en banda imperforada; su ombligo era moderadamente amplio; su abertura principal era interiomarginal, umbilical-extraumbilical, protegida por un sistema de pórticos, que podían coalescer para formar una pseudotegilla que cubría la mayor parte del ombligo; presentaban pared calcítica hialina, finamente perforada con poros cilíndricos, con la superficie lisa o punteada.

## Discusión
Algunos autores han considerado Sigalitruncana un sinónimo subjetivo posterior de Marginotruncana, aunque muchos otros lo aceptan como válido. Clasificaciones posteriores han incluido Sigalitruncana en la superfamilia Globigerinoidea. Otras clasificaciones lo han incluido en la subfamilia Reissinae.

## Paleoecología
Sigalitruncana incluía especies con un modo de vida planctónico, de distribución latitudinal cosmopolita, y habitantes pelágicos de aguas intermedias a profundas (medio mesopelágico a batipelágico superior).

## Clasificación
Sigalitruncana incluye a la siguiente especie:
- Sigalitruncana sigali †

Otras especies consideradas en Sigalitruncana son:
- Sigalitruncana biconvexiformis †
- Sigalitruncana marianosi †
- Sigalitruncana schneegansi †